# NGC 1945
NGC 1945 (również ESO 085-EN083) – mgławica emisyjna znajdująca się w gwiazdozbiorze Złotej Ryby. Należy do Wielkiego Obłoku Magellana. Odkrył ją James Dunlop 6 listopada 1826 roku.